# Jesús Ildefonso Díaz
Jesús Ildefonso Díaz (Toledo, 11 de dezembro de 1950) é um matemático espanhol, que trabalha com equações diferenciais parciais. É professor da Universidade Complutense de Madrid (UCM) e membro da Real Academia de Ciencias Exactas, Físicas y Naturales.